# Rodolfo Martínez Pita

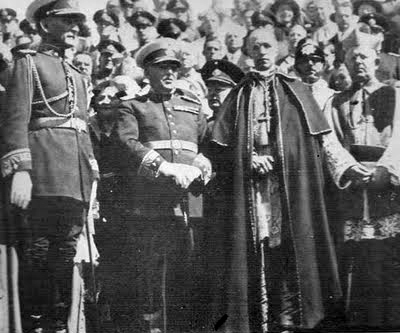
El General Rodolfo Martínez Pita, a la izquierda de Agustín Pedro Justo y el Cardenal Pacelli en el Congreso Eucarístico Internacional de 1934

Rodolfo Martínez Pita (Córdoba, 30 de octubre de 1880-Buenos Aires, 20 de noviembre de 1956) fue un ingeniero civil y militar argentino, perteneciente al Ejército, que alcanzó la jerarquía de general de división. Fue interventor federal de la provincia de Catamarca entre 1940 y 1941.

## Biografía
Nació en Córdoba en 1880 e ingresó al Ejército Argentino en 1895, egresando dos años después del Colegio Militar de la Nación como subteniente del arma de Artillería. En 1900, se recibió de ingeniero civil en la Facultad de Ciencias Exactas, Físicas y Naturales de la Universidad de Buenos Aires. También estudió en la Escuela de Artillería e Ingenieros y en la Escuela Superior de Guerra de Francia. Entre 1906 y 1907 estuvo incorporado al Ejército del Imperio Alemán.
A lo largo de su carrera militar, fue profesor en el Colegio Militar y en otras instituciones educativas del Ejército, miembro del Estado Mayor, jefe del Regimiento N.º 1 de Artillería, inspector de Artillería, director del Instituto Geográfico Militar, entre otros. Alcanzó el grado de general de división en 1935 y pasó a retiro dos años después. Entre 1936 y 1940, fue presidente del Consejo de Guerra para Jefes y Oficiales del Ejército y la Armada.
Entre otras funciones, presidió la Comisión Militar Neutral de la Paz del Chaco, participando en tal rol en la Conferencia de Paz del Chaco en 1935, y fue miembro de la Academia Americana de la Historia y de la Academia Nacional de Ciencias Morales y Políticas, además de otras instituciones.
En febrero de 1940, fue designado interventor federal de la provincia de Catamarca por el presidente Roberto M. Ortiz tras unas controvertidas elecciones provinciales. Debido a que el gobernador catamarqueño, Juan Gregorio Cerezo (del Partido Demócrata Nacional), no anuló las elecciones (denunciadas por fraude por parte del radicalismo), Ortiz intervino los tres poderes de la provincia, anuló los comicios y comisionó a Martínez Pita para realizar un nuevo acto electoral «con todos los resguardos y garantías de libertad para los electores». Luego de que Ortiz se alejara del cargo presidencial, su sucesor Ramón S. Castillo reemplazó a Martínez Pita por Gustavo Martínez Zuviría y las elecciones se celebraron a finales de 1941.
En 1948 fue interventor de la Dirección Nacional de Arquitectura. Falleció en Buenos Aires en noviembre de 1956.